# Katie Hall (Politikerin)

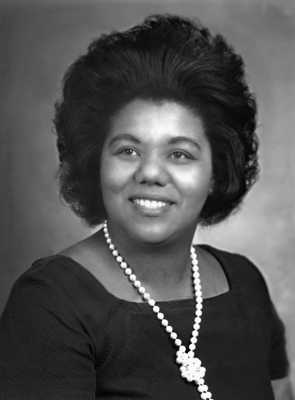
Katie Hall

Katie Beatrice Hall, geboren als Katie Beatrice Green (* 3. April 1938 in Mound Bayou, Bolivar County, Mississippi; † 20. Februar 2012 in Gary, Indiana) war eine US-amerikanische Politikerin. Zwischen 1982 und 1985 vertrat sie den Bundesstaat Indiana im US-Repräsentantenhaus.

## Werdegang
Katie Beatrice Green, so ihr Geburtsname, besuchte die öffentlichen Schulen ihrer Heimat und studierte danach bis 1960 an der Mississippi Valley State University in Itta Bena. Anschließend setzte sie ihre Ausbildung mit einem Studium an der Indiana University in Bloomington fort. Danach arbeitete sie als Lehrerin. Politisch wurde Hall Mitglied der Demokratischen Partei. Zwischen 1974 und 1976 war sie Abgeordnete im Repräsentantenhaus von Indiana; von 1976 bis 1982 gehörte sie dem Staatssenat an. Im Jahr 1978 war sie Delegierte auf einem Sonderparteitag der Demokraten in Memphis (Tennessee).
1980 war Katie Hall Präsidentin des regionalen demokratischen Parteitages in Indiana. Nach dem Tod des Kongressabgeordneten Adam Benjamin wurde sie bei der fälligen Nachwahl für den ersten Sitz ihres Staates als dessen Nachfolgerin in das US-Repräsentantenhaus in Washington, D.C. gewählt, wo sie am 2. November 1982 ihr neues Mandat antrat. Nach einer Wiederwahl konnte sie bis zum 3. Januar 1985 im Kongress verbleiben. Sie war maßgeblich an der Einführung des Geburtstages von Martin Luther King als Bundesfeiertag beteiligt. Im Jahr 1984 wurde sie von ihrer Partei nicht mehr zur Wiederwahl nominiert.
Nach ihrem Ausscheiden aus dem US-Repräsentantenhaus fungierte Hall zunächst als stellvertretende Vorsitzende des Wohnungsausschusses der Stadt Gary. Von 1985 bis 1993 war sie Verwaltungsangestellte in dieser Stadt. In den Jahren 1988 und 1990 trat sie erfolglos bei den Kongressvorwahlen ihrer Partei an. 2002 arbeitete sie erneut für die Stadtverwaltung von Gary. In diesem Jahr geriet sie auch mit dem Gesetz in Konflikt: Sie wurde wegen krimineller Delikte – unter anderem Erpressung – angeklagt und nach einem Geständnis zu einer Bewährungsstrafe mit Hausarrest verurteilt. Ihre ebenfalls angeklagte Tochter wurde zu 16 Monaten Gefängnis verurteilt. Katie Hall lebte bis zuletzt in Gary.